# Jan (starosta bydgoski)
Jan (Janusz) – starosta bydgoski w latach 1376–1392, starosta dobrzyński w latach 1376–1392. 
Został powołany na urzędy starosty ziemi bydgoskiej i dobrzyńskiej przez Kazimierza Słupskiego. Pełnił je również po śmierci księcia, pod rządami Władysława Opolczyka.
W maju 1375 r. Jan został odnotowany jako jeden z arbitrów rozstrzygających w Bydgoszczy o dziesięcinach należnych szpitalowi i klasztorowi w Koronowie.